# ファラリョン・デ・パハロス島

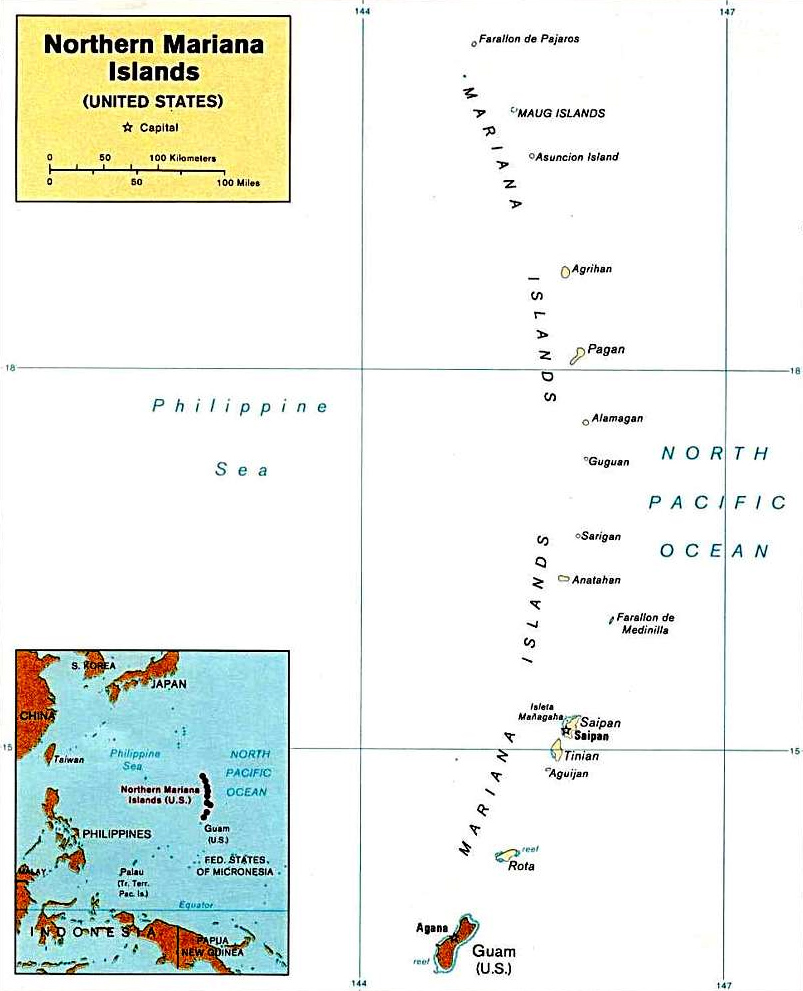
北マリアナ諸島の地図

ファラリョン・デ・パハロス島（ファラリョン・デ・パハロスとう、チャモロ語: Farallon de Pajaros）は、マリアナ諸島北端の島。スペイン語で「鳥の岩」（スペイン語: Farallón de Pájaros）を意味する。「パハロス島」または「ウラカス島」とも呼ばれている。

## 概要
北マリアナ諸島の最北にあり、概略位置は北緯20度33分、東経144度54分。サイパン島北方約600km、南硫黄島の南東約540km、母島の南南東約730kmに位置する。緯度では沖ノ鳥島よりもやや北にある。
円錐型をした無人の活火山島で、約500万年前から火山形成が始まり、20世紀中盤まで活発な火山活動があった。最近では1967年、1989年に噴火している。
面積約2平方km、島の中央付近の山頂は標高319m。土壌は溶岩と火山灰で覆われ、ごく限られた植生が存在する。海鳥が多く生息し、営巣地となっている。北部諸島野生生物保護地域に指定されている。
カロリン諸島の原住民が、フィリピン海を航海する際、この島の噴火を灯台の代わりに用いたという伝承がある。

## 交通
定期便はない。サイパン島から船またはヘリコプターのチャーターのみ。